# 大河口水库 (酉阳)
大河口水库位于中国重庆市酉阳土家族苗族自治县苍岭镇大河口的阿蓬江干流上，是以发电为主，兼有防洪、旅游等功能的大（二）型水库。大河口水电站是阿蓬江流域开发的第八个梯级水电站。由大河口上溯至黔江区阿蓬江镇长达38公里的峡谷称为神龟峡。